# Sanopus splendidus
Sanopus splendidus е вид риба от семейство жабовидни риби (Batrachoididae).

## Разпространение и местообитание
Видът е изцяло ендемичен за остров Косумел и е застрашен от изчезване. Среща се близо до пясъка.

## Описание
За разлика от всеки друг член от семейството, тази риба се отличава със своите живи цветове. Притежава шарени яркожълти перки, а плоската и разширена глава е оцветена в тъмни и бели ивици.
Перките са общо осем – две гръбни (една дълга и една къса с остри шипове), разположени по средната линия на горната част на тялото, две гръдни, разположени зад главата, две тазови (по-малки и заострени), разположени на долната повърхност, една каудална (малка и заоблена), разположена на долната повърхност, към задната част, по върха на опашката, и една анална перка. С изключение на тазовите перки, всички перки притежават ярко жълто оцветяване.
Очите са разположени на върха на главата и гледат директно нагоре, тъй като рибата няма нужда от хоризонтално зрение. Широките челюсти са изпълнени с малки и остри зъби.